# Millionärin auf Abwegen
Millionärin auf Abwegen (Originaltitel There Goes My Heart) ist ein US-amerikanischer Spielfilm von 1938. In dieser Verwechslungskomödie unter der Regie von Norman Z. McLeod spielt Virginia Bruce eine Millionenerbin, die unerkannt im eigenen Kaufhaus jobbt. Fredric March verkörpert einen Reporter, der sich nach anfänglich rein beruflichem Interesse in die junge Frau verliebt.
Das Drehbuch zum Film basiert auf einer Geschichte des amerikanischen Entertainers Ed Sullivan, der vor allem als Moderator der Ed Sullivan Show bekannt wurde.

## Handlung
Die Millionenerbin Joan Butterfield verlässt die Yacht ihres Großvaters, da sie unterschiedlicher Meinung sind, was das Beste für Joans Zukunft sei. Der Reporter Bill Spencer ist von seinem Redakteur Mr. Stevens beauftragt worden, ein Foto von der jungen Dame, die sich nur ungern ablichten lässt, zu schießen. Bill kann zwar einen Blick auf die junge Frau werfen, zu einem Foto reicht es aber nicht. Spencer will seine Story auf jeden Fall schreiben und kann Stevens davon überzeugen, ihm insoweit freie Hand zu lassen. Der Reporter hat sich überlegt, Joans Leben dem einer gewöhnlichen Verkäuferin im Warenhaus ihres Großvaters Cyrus Butterfield gegenüberzustellen.
Joan lernt inzwischen an einem Automaten die herzensgute Peggy O’Brien kennen, die Schwierigkeiten mit dem Manager des Lokals hat, der sich erst freundlicher zeigt, als die gut gekleidete Joan eingreift. Die jungen Frauen verstehen einander gleich und werden Freundinnen. Peggy, die annimmt, dass Joan auf der Suche nach einem Job ist, nimmt sie mit in ihre Wohnung und verspricht ihr auch, ihr einen Job im Butterfield-Kaufhaus zu verschaffen, wo sie selbst als Verkäuferin arbeitet. Joan sieht darin eine Chance und gibt sich als Joan Baker aus, damit niemand erfährt, wer sie wirklich ist. Sie genießt ihr neues Leben in Freiheit, auch wenn Alltagssituationen, wie Kochen oder dergleichen, eine Herausforderung für die verwöhnte Erbin sind.
Als Bill im Kaufhaus auf Joan trifft, erkennt er sie gleich, erhofft sich aber eine spannende Geschichte und verfolgt die junge Frau unauffällig. Nach und nach freunden sich beide an, ohne dass Joan weiß, dass Bill ihr Geheimnis kennt. Je näher er die junge Frau kennenlernt, desto mehr gefällt sie ihm und ohne dass er es will, verliebt er sich in Joan. Als Joan eines Tages ihre wertvolle Uhr in der Damentoilette liegen lässt, wird sie von Dorothy Moore gefunden, einer missgünstigen Mitarbeiterin, die die Inschrift „Für Joan Butterfield - von Gramps“ entdeckt und damit Joans wahre Identität realisiert. Dorothy geht zu Butterfield, weil sie sich von ihrem Verrat etwas verspricht. Peggy jedoch hilft der Freundin, obwohl sie nicht wirklich nachvollziehen kann, warum diese das Leben einer einfachen Verkäuferin ihrem eigenen vorzieht. Peggy wendet sich hilfesuchend an Bill, der ein kleines Fischerhaus auf einer Insel circa 25 Meilen vor New York hat, wohin er mit Joan flieht. In dieser Nacht erkennen beide, dass sie einander lieben.
Bill ruft Stevens an und bittet ihn, die Geschichte über Joan zu stoppen, was dieser ihm zusichert. Am nächsten Morgen fährt der Reporter heimlich nach New York, um einige Lebensmittel und eine Ehelizenz zu erstehen. In seinem Büro in der Redaktion zerreißt er seine Geschichte in kleine Stücke und wirft sie weg. Kaum ist er jedoch gegangen, fordert Stevens seine Mitarbeiter auf, die Geschichte wieder zusammenzukleben. Bevor Bill noch seine Insel wieder erreicht, ist die Geschichte schon exklusiv in der Zeitung, auch dass er eine geheime Romanze mit der Butterfield-Erbin habe, steht dort geschrieben. Joans Großvater lässt sich mit einem Speed-Boot zur Insel bringen und präsentiert Joan die Geschichte, die unter Bills Namen veröffentlicht worden ist. Als Bill dann kommt, ist schon alles zu spät, Joan ist so verletzt, dass sie ihn ohne ein weiteres Wort verlässt.
Inzwischen überlegen Peggy und ihr Freund, der Chiropraktiker Penny E. Pennypepper, wie man das Paar wieder zusammenbringen könne. Sie entschließen sich, jeweils ein Telegramm von Bill an Joan und von Joan an Bill zu schicken und um eine Aussprache auf der Insel zu bitten. Erst sieht es so aus, als würde das schiefgehen, dann jedoch verursacht ein Gewitter mit einem starken Donnerschlag, dass Joan sich angstvoll in Bills Arme flüchtet, der sie nicht mehr loslässt. Alle Missverständnisse klären sich und am Ende steht eine Trauung auf der Insel.

## Hintergrund
Die Dreharbeiten begannen im späten Juni und endeten Ende Juli des Jahres 1938.
Der Film hatte in den USA am 13. Oktober 1938 Premiere in New York und lief am 14. Oktober allgemein in den Kinos an. In Österreich kam der Film 1949 unter dem Titel Leb’ wohl mein Herz in die Kinos. In Deutschland lief er als Premiere am 22. März 1992 beim Sender Sat. 1 im Fernsehen.
Dieser Film war der erste abendfüllende Spielfilm, der von den Hal-Roach-Studios für United Artists fertiggestellt wurde. In etlichen Filmbewertungen wurde kritisiert, dass Harry Langdon, einer der berühmtesten Komiker des Stummfilms, nur einen solch kurzen Auftritt in diesem Film hatte. Im Hollywood Reporter wurde erwähnt, dass die Erbin Barbara Hutton, damals bekannt als „das reichste Mädchen der Welt“, wohl als Inspiration für die Rolle der Kaufhauserbin gedient habe.
Mitte der 1930er-Jahre war Fredric March einer der meistbeschäftigten und erfolgreichsten Hollywood-Stars und konnte frei entscheiden, mit wem er arbeiten wollte. There Goes My Heart war der erste Film, den Roach für United Artists erstellte. Virginia Bruce, die hier eine Hauptrolle bekam, war bisher eher in Nebenrollen als „die andere Frau“ zu sehen gewesen, da man der Ansicht war, ihre kühle Ausstrahlung sei für solche Rollen geeigneter. Allgemein war man der Meinung, die herausragenden Leistungen im Film seien eher von erfahrenen Charakterdarstellern wie Eugene Palette (Redakteur Stevens), Patsy Kelly (Peggy O’Brien) und Claude Gillingwater als anmaßendem Großvater erbracht worden. Beachtenswert seien auch die unnachahmliche Marjorie Main in einer Nebenrolle als Kundin und der aus dem Film King Kong berühmte Robert Armstrong in einer kleinen Rolle als Detektiv. Nancy Carroll, die hier die Rolle der missgünstigen Verkäuferin Dorothy Moore gibt, war in der Zeit zuvor einer der größeren Stars, ab 1938 geriet ihre Karriere allerdings ins Stocken, ohne dass man ihr half, sie wieder zu beleben. Photoplay bemerkte: „Nancy Carroll kehrt auf die Leinwand zurück, aber sie kommt nicht zurück.“ Carroll drehte nach diesem Film nur noch einen einzigen weiteren Film.

## Kritiken
Das Lexikon des internationalen Films war der Ansicht: „Glänzend besetzte Nebenrollen und einige komödiantische Glanzlichter können nicht für die wenig originelle Story und blasse Hauptdarsteller entschädigen.“
Die Zeitschrift Photoplay lobte Patsy Kellys Leistung und fügte hinzu: „Wenn Sie ein Anhänger von Screwball-Komödien sind, werden Sie den Film wahrscheinlich genießen.“ Howard Barnes Rezension in der New York Herald Tribune war eher lauwarm: „Die Handlungsstruktur bleibt vertraut aber schwach, es gibt genügend beiläufigen Unsinn, um Ihren Geist wachzuhalten. Die Clownerie scheint eher zufällig, ist aber in der Regel erfrischend.“ […] Genug Grund, um den Film anzuschauen, gäbe es allemal.

## Auszeichnungen
Auf der Oscarverleihung 1939 war Marvin Hatley in der Kategorie „Beste adaptierte Filmmusik“ für einen Oscar nominiert, der jedoch an Alfred Newman und den Film Alexander’s Ragtime Band ging.